# 順応性
「順応性」（じゅんのうせい、Adapted）は、キャロル・エムシュウィラーが『F&SF』誌1961年5月号に発表した短編小説である。
『S-Fマガジン』の同年9月号に小尾芙佐による日本語訳が掲載された。その後、アンソロジー『ファンタジーへの誘い』（講談社、1977年）に収録された。

## 内容
やや異質な体質をもった女性が、周囲に順応しながら「普通の人」になっていったプロセスを娘に語る。水泳の分野で特殊な能力を発揮したが、やがてそれほどの選手でもなくなっていったことや、「あの人」という存在が迎えにきたが、ついていかずに今の境遇に留まったことなどが語られる。

## 解説
宇宙人や超能力者やミュータントのような存在の女性の語りのようにも読める一方、ただちょっとだけ変わった人物が成長するにつれて凡人になったことを語っているだけのようにも読める。後者のように読めば、ありふれた「母からの（大人になった娘への）贈る言葉」という趣で静かな感動を呼ぶが、前者のように読むと非常に不気味である。